# Демиденко Євген Сергійович
Євген Сергійович Демиденко (нар. 6 січня 1981, Київ, УРСР) — український футболіст, виступав на позиції півзахисника.

## Клубна кар'єра
Вихованець київських клубів «Локомотив» та «Динамо», за які виступав у юнацьких чемпіонатах України (ДЮФЛУ). Футбольну кар'єру розпочав 19 березня 2005 року в дублюючому складі одеського «Чорноморця». Влітку 2005 року повернувся до київського «Динамо», але виступав лише за третю команду та молодіжний склад першої команди. На початку 2007 року перейшов до київського ЦСКА. У 2008 році виїхав до Польщі, де захищав кольори «Заглемб'є» (Сосновець). У сезоні 2008/09 років був гравцем угорського клубу «Ломбард» (Папа). Потім повернувся до київського «Локомотива», а влітку 2010 року перейшов до кіровоградської «Зірки». Через півроку залишив клуб, після чого знову виступав у столичному «Локомотиві», у футболці якого й заверив кар'єру футболіста.

## Кар'єра в збірній
Виступав у юнацькій збірній України U-16 та U-18.

## Досягнення

### Клубні
«Ломбард»
- Меркантіл Банк Ліга (перша ліга угорського чемпіонату)
  -  Срібний призер (1): 2008/09